# Искажения сигнала
Искаже́ния сигна́ла — изменение сигнала, вызванное несовпадением идеальных  и реальных характеристик системы его обработки и передачи.

## Виды искажений

### Нелинейные искажения
Нелинейные искажения вызваны нелинейностью системы обработки и передачи сигнала. Эти искажения вызывают появление в частотном спектре выходного сигнала составляющих, отсутствующих во входном сигнале. Нелинейные искажения представляют собой изменения формы колебаний, проходящих через электрическую цепь (например, через усилитель или трансформатор), вызванные нарушениями пропорциональности между мгновенными значениями напряжения на входе этой цепи и на её выходе. Это происходит, когда характеристика выходного напряжения нелинейно зависит от входного. Количественно нелинейные искажения оцениваются коэффициентом нелинейных искажений или коэффициентом гармоник. Типовые значения КНИ: 0% — синусоида; 3 % — форма, близкая к синусоидальной; 5 % — форма, приближенная к синусоидальной (отклонения формы уже заметны на глаз); до 21 % — сигнал трапецеидальной или ступенчатой формы; 43 % — сигнал прямоугольной формы.

### Частотные искажения
Частотные искажения вызваны неидеальностью амплитудно-частотной характеристики системы обработки и передачи сигнала. Показателем степени частотных искажений, возникающих в каком-либо устройстве, служит неравномерность его амплитудно-частотной характеристики, количественным показателем на какой-либо конкретной частоте спектра сигнала является коэффициент частотных искажений.
- Коэффициент частотных искажений — отношение коэффициента передачи на средних частотах к его значению на данной частоте.

### Фазовые искажения
Фазовые искажения вызваны неидеальностью фазо-частотной характеристики системы обработки и передачи сигнала. Искажения, вызванные нарушением фазовых соотношений между отдельными спектральными составляющими сигнала при передаче по какой-либо цепи.

### Динамические искажения
Динамические искажения вызваны неидеальностью динамических характеристик (быстродействие, перерегулирование и т. д.) системы обработки и передачи сигнала. Искажения формы сигнала из-за ограниченной скорости нарастания выходного напряжения при быстрых изменениях входного напряжения.

### Перекрёстные искажения (приёмника)
Основная статья — Перекрёстные искажения
Перекрёстные искажения возникают при прохождении нескольких модулированных колебаний с различными несущими частотами через нелинейную цепь. Они состоят в переносе передаваемого низкочастотного сигнала с одной несущей частоты на другую.
- Коэффициент перекрёстных искажений — отношение отклика, возникающего в результате перекрёстных искажений, к заданному отклику на полезный радиосигнал.

### Взаимомодуляционные искажения (передатчика)
- Коэффициент взаимомодуляционных искажений — отношение мощности комбинационной составляющей спектра выходного сигнала к мощности несущей радиопередатчика

### Краевые искажения
Искажения, вызванные смещением краёв элементов двоичного сигнала относительно их заданного положения.